# Irmgard Föppl
Irmgard Föppl (geboren 11. Oktober 1922) ist eine deutsche Chemikerin. Sie war Richterin am Bundespatentgericht in München.

## Beruflicher Werdegang
Föppl beendete ihr Chemiestudium mit dem Diplom und wechselte dann in die öffentliche Verwaltung. Sie wurde Regierungsdirektorin, bevor sie zum 18. Juni 1976 als Richterin an das Bundespatentgericht berufen wurde.
1983 wurde sie auf eigenen Wunsch in den Ruhestand verabschiedet.